# Savignac-Mona
Savignac-Mona (gaskognisch: Savinhac e Lo Monar) ist eine französische Gemeinde mit 145 Einwohnern (Stand: 1. Januar 2022) im Département Gers in der Region Okzitanien. Sie gehört zum Kanton Val de Save und zum Arrondissement Auch. Die Einwohner werden Savimonais genannt.

## Lage
Savignac-Mona liegt etwa 40 Kilometer westsüdwestlich von Toulouse. Umgeben wird Savignac-Mona von den Nachbargemeinden Nizas im Norden und Westen, Seysses-Savès im Norden und Nordosten, Bragayrac im Osten, Sabonnères im Osten und Südosten, Pébées im Süden und Südosten sowie Monblanc im Süden und Westen.

## Bevölkerungsentwicklung
| Jahr                       | 1962 | 1968 | 1975 | 1982 | 1990 | 1999 | 2006 | 2011 | 2018 |
| -------------------------- | ---- | ---- | ---- | ---- | ---- | ---- | ---- | ---- | ---- |
| Einwohner                  | 122  | 108  | 85   | 96   | 101  | 140  | 144  | 144  | 139  |
| Quellen: Cassini und INSEE |      |      |      |      |      |      |      |      |      |

## Sehenswürdigkeiten

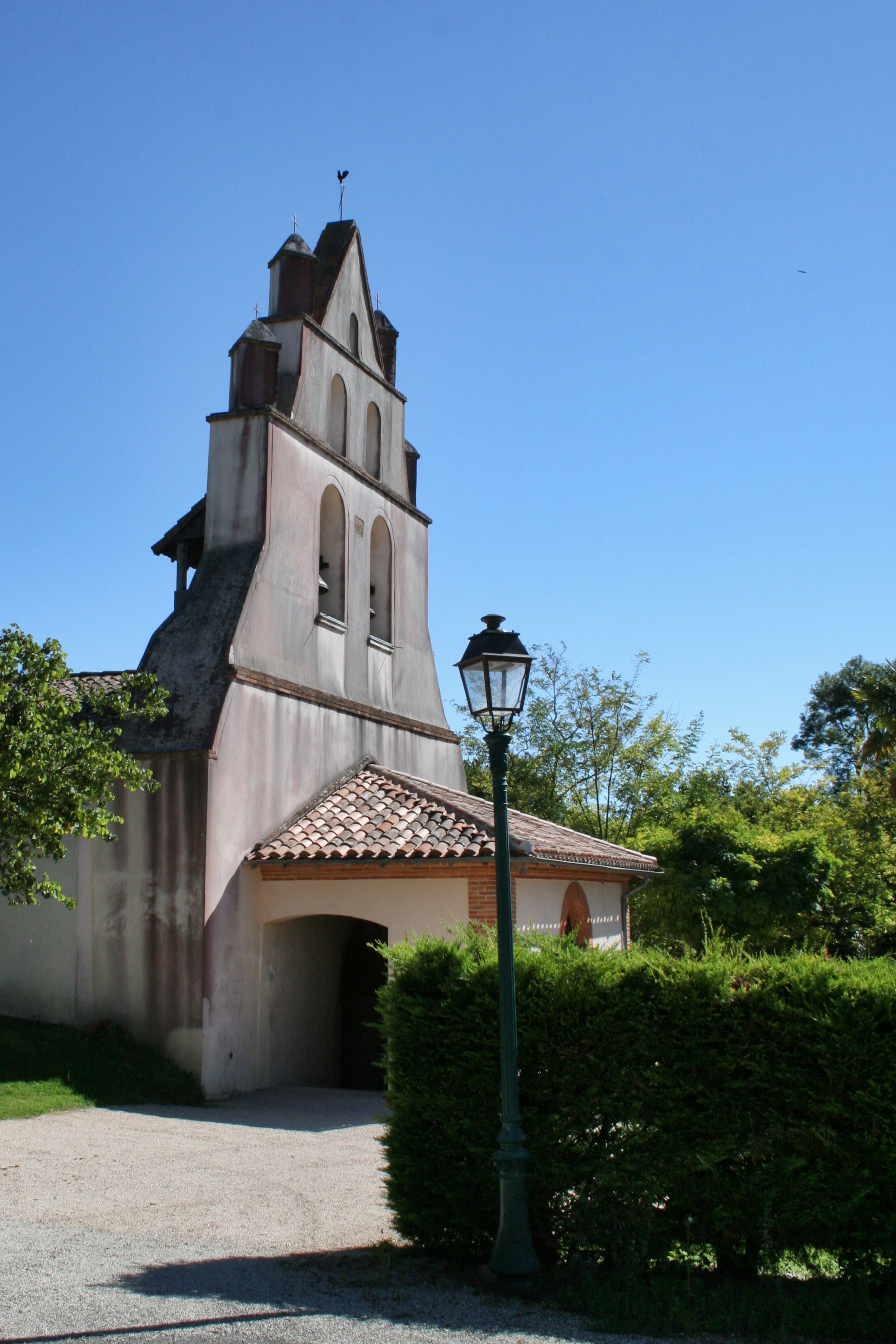
Kirche Saint-Félix
- Schloss Savignac

- Kirche Saint-Félix